# 한국농산물유통산업협회
사단법인 한국농산물유통산업협회(KADA, Korea Agricultural Products Distribution Industry Association. www.kada.kr)는 농산물도매시장을 매개로 하는 생산자 및 유통산업 종사자간의 상생협력을 통한 상호 발전을 목적으로 하는 단체이다. 사단법인 한국농산물유통산업협회의 회원은 농수산물 유통 및 가격안정에 관한 법률(농안법) 제2조(정의)에 따른 농산물도매시장의 도매시장법인과 중도매(법)인 또는 '농어업경영체 육성 및 지원에 관한 법률' 제2조(정의)에 따른 농업경영체이다. 2022년 11월 3일 농림축산식품부로부터 사단법인 설립 승인을 받았으며, 주사무소는 대전광역시 대덕구 한밭대로에 있다.
홈페이지는 kada.kr이다.
https://map.naver.com/v5/search/%ED%95%9C%EA%B5%AD%EB%86%8D%EC%82%B0%EB%AC%BC%EC%9C%A0%ED%86%B5%EC%82%B0%EC%97%85%ED%98%91%ED%9A%8C/place/1094168917?c=14182227.3099593,4350245.0093493,15,0,0,0,dh&placePath=%3Fentry%253Dbmp

### 추진 사업
1. 농산물 도매시장을 매개로 하는 생산자 및 유통산업 종사자간의 상생협력을 위한 사업
2. 회원의 사회적 기여를 위한 공익사업 및 회원의 후생복지에 관한 사업
3. 소비자 수요가 반영된 농산물의 생산 지원 및 도매시장을 통한 판매 활성화를 위한 사업
4. 정보통신기술을 기반으로 하는 온ㆍ오프라인 스마트 유통체계 구축에 관한 사업
5. 회원의 구매ㆍ물류ㆍ마케팅 등에 관한 공동지원 사업
6. 농산물 도매시장의 혁신 및 발전을 위한 정책 건의 및 조사연구 사업
7. 회원의 자긍심 고취 및 역량 강화를 위한 교육 및 출판, 홍보 사업
8. 농산물 도매시장의 수급안정을 목적으로 하는 수ㆍ출입 등에 관한 사업
9. 그 밖에 법인의 목적달성에 필요한 사업 등이다.